# Elephantomyia (Elephantomyia) glabrata
Elephantomyia (Elephantomyia) glabrata is een tweevleugelige uit de familie steltmuggen (Limoniidae). De soort komt voor in het Afrotropisch gebied.